# Moritz Diesterweg

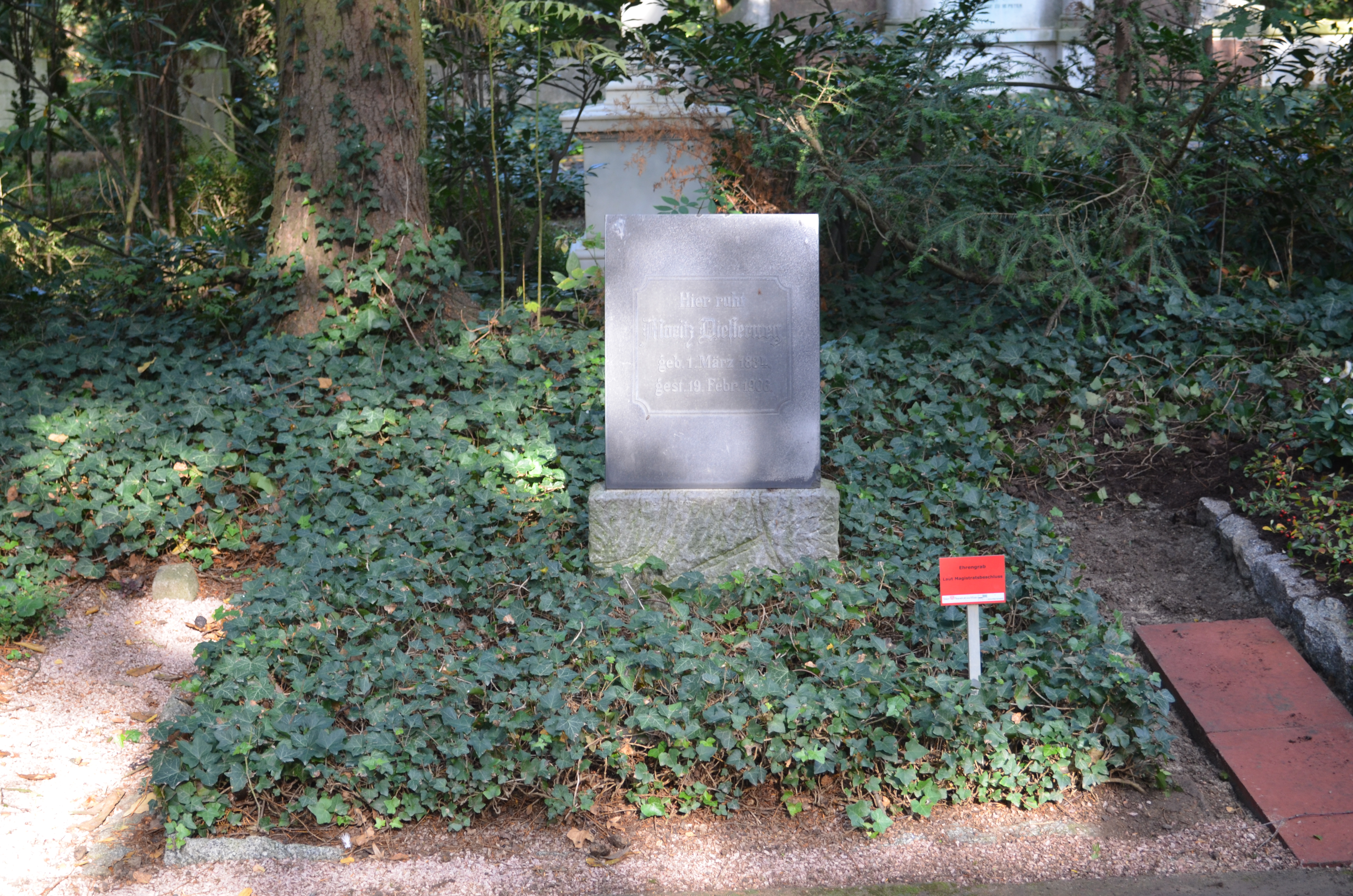
Ehrengrab von Moritz Diesterweg auf dem Frankfurter Hauptfriedhof

Moritz Diesterweg (* 1. März 1834 in Berlin; † 19. Februar 1906 in Frankfurt am Main) war ein deutscher Verleger. 
Moritz Diesterweg war der jüngste Sohn des Pädagogen Adolph Diesterweg (1790–1866). Er gründete 1873 den Verlag Moritz Diesterweg, einen Verlag für Schulbücher und pädagogische Literatur, der 1995 von der Holtzbrinck-Gruppe gekauft wurde. 2007 übernahm der Westermann Verlag den Verlag und schloss den Sitz des Moritz Diesterweg Verlages in Frankfurt am Main.
Diesterweg war Mitglied der Frankfurter Freimaurerloge Zur Einigkeit.